# 보리스 라벤스키흐
보리스 라벤스키흐(Boris Ravenskikh, 러시아어: Борис Иванович Равенских, 1914년 ~ 1980년)는 러시아의 연출가다.
레닌그라드 연극대학을 졸업한 후, 1938년까지 메이에르홀리드 극장의 연출조수로 일하였고, 스타니슬라프스키 기념극장과 말리 극장의 연출가를 거쳐, 1960년 모스크바 알렉산드린스키 극장의 수석 연출가가 되었다.